# Malý Lipník
Malý Lipník (in ungherese Kishárs) è un comune della Slovacchia facente parte del distretto di Stará Ľubovňa, nella regione di Prešov.